# Сосновка (Заводоуковский район)
Сосновка — село в Заводоуковском районе Тюменской области. В рамках организации местного самоуправления находится в Заводоуковском городском округе.

## История
До 1917 года в составе Ново-Заимской волости Ялуторовского уезда Тобольской губернии. По данным на 1926 год село Сосновское состояло из 253 хозяйств. В административном отношении являлась центром Сосновского сельсовета Новозаимского района Тюменского округа Уральской области.

## Население
| 2010 |
| ---- |
| 715  |

По данным переписи 1926 года в селе проживало 1235 человек (568 мужчин и 667 женщин), в том числе: русские составляли 99 % населения.